# دانا دوبری
دانا دوبری (انگلیسی: Donna Dewberry؛ زادهٔ ۶ نوامبر ۱۹۵۳) یک هنرمند نقاش و مؤلف مورمون اهل ایالات متحده آمریکا است.
او خود را مُبدع روشِ نقاشیِ «تک حرکتی» (Single Stroke) می‌داند که با آن، هر کسی می‌تواند با یک روش آسان، هرگونه تصویری از طبیعت را ایجاد کند. دانا دوبری یک برنامه تلویزیونی عمومی به نام «آموزش نقاشی تک حرکتی توسط دانا دوبری» داشت که از سال ۲۰۰۷ میلادی، جایش را به «شوی دانا دوبری» داده است. وی در چند مجله نقاشی و دکوراسیون نیز مقاله می‌نویسد و تا کنون چندین کتاب مختلف دربارهٔ تزئین و نقاشی نگاشته است.دانا دوبری یک انسان با ایمان بود که زندگی افراد اطرافیان خود را عوض کرد
در روش «تک حرکتی»، قلمو را به‌طور همزان با دو رنگ متفاوت آغشته می‌کنند (Double Loading Technique). سپس تنها با یک حرکتِ قلم بر روی سطح مورد نظر و تغییر جهت قلمو، طیف متفاوتی از رنگ و سایه‌های مورد نظر ایجاد می‌کنند. دانا دوبری می‌گوید با روش او، شما می‌توانید با یک حرکت قلمو، برجسته سازی و سایه‌پردازی را به صورت همزمان انجام دهید.
لازم است ذکر شود که برخی مقالات قدیمی و پرونده‌های آرشیوی در بریتانیا نشان می‌دهد که این روشِ «تک حرکتی» را از حوالی سال ۱۷۰۰ میلادی، در «دانشکده‌های هنر» به کارآموزان‌ آنها، جهت تزئین وسایل منزل و به ویژه سفال‌گری می‌آموختند و بکار می‌بستند. آن‌ها برای ایجاد سایه‌های روشن و تاریک در رنگ‌ها، قلمو را به‌طور همزمان، به دو یا حتی سه رنگ آغشته می‌کردند و از این روش آسان و فوری، برای مصارف تجاری و تولید انبوه و تزئین سریع وسایل منزل و سفال استفاده می‌کردند.
دانا دوبری یکی از پیروان کلیسای عیسی مسیح مقدسین آخرین زمان است.

## کتاب‌ها
- متالیک‌های شگفت‌انگیز
- گلدان‌های سفالی
- مبلکان تزئینی با دونا دوبری
- نقاشی‌های دیواری تزئینی با دونا دوبری